# Levan Gachechiladze

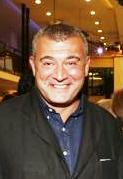
Levan Gachechiladze.

Levan Gachechiladze (en georgiano: ლევან გაჩეჩილაძე) (Tiflis, 20 de julio de 1964-20 de agosto de 2025) fue un empresario y político georgiano que fue candidato a Presidente de Georgia en las elecciones presidenciales de 2008, las primeras elecciones relativamente libres del país, por una coalición de nueve partidos conocida como Consejo Nacional Unido, quedando en segundo lugar detrás de Mikheil Saak'ashvili con el 26.29% de los votos.

## Carrera política
Gachechiladze era un miembro del parlamento, representando el segundo distrito electoral de Tiflis. Se unió al partido conservador Nueva Derecha en 1999. En septiembre de 2000, cofundó la 'Nueva Facción', un grupo dirigido por David Gamkrelidze. En junio de 2001, cuando la Nueva Facción fue absorbida por un nuevo grupo llamado "Nuevo Partido Conservador de Georgia" (PCN), Gachechiladze se convirtió en el presidente del nuevo grupo.
Gachechiladze había servido previamente como presidente del Comité de Política Económica, y en esta capacidad inició numerosas reformas destinadas a la transición del país de la economía planificada a la de mercado. Gachechiladze participó en las manifestaciones celebradas en Tbilisi en noviembre de 2007. Fue uno de los cuatro activistas que iniciaron una huelga de hambre para exigir elecciones parlamentarias anticipadas. Él también fue herido durante las protestas.

## Vida personal y familiar
Gachechiladze actualmente vive en Tiflis, la ciudad donde nació. Fue educado en la Universidad Estatal Ivane Javakhishvili de Tbilisi con un título en matemáticas y economía. Está casado, tiene tres hijos. Su hermano es el popular showman y productor de programas de televisión georgiano Giorgi Gachechiladze, conocido como Utsnobi (literalmente: "desconocido" o "extraño").